# Veiligheidswet 1895
De Nederlandse Veiligheidswet van 1895 was een algemene arbeidsveiligheidswet. De wet bestreek de gehele industrie of een groot deel daarvan en was gericht op de bescherming van iedereen die verbleef in een fabriek of werkplaats, waarin een krachtwerktuig of een oven stond. Via deze wet werd de weg vrijgemaakt voor een toename van het aantal veiligheidsvoorschriften vervat in decreten, besluiten en verordeningen voor bepaalde bedrijfstakken en beroepsgroepen.
In 1890 stelde de regering een staatscommissie in, onder leiding van jhr. mr. W.F. Rochussen, die de regering moest adviseren over hoe de veiligheid, de gezondheid en het welzijn van de arbeiders in fabrieken en werkplaatsen verbeterd kon worden. Het in 1894 uitgebrachte eindverslag van de commissie benadrukte de noodzaak van een speciale wetgeving. De inspecteurs konden met de bestaande wetgeving namelijk niet dwingend optreden om maatregelen in het belang van de volwassen arbeiders te nemen.
De Veiligheidswet 1895, die op 1 januari 1897 in werking trad, voorzag in deze behoefte.
De hoofdzaken van de Veiligheidswet 1895 waren, dat de Arbeidsinspectie voorschriften kon geven inzake de bescherming van arbeiders in:
- fabrieken of werkplaatsen waar tien personen of meer werkzaam waren (in 1915, na herziening van de wet, uitgebreid tot fabrieken en werkplaatsen met een personeelssterkte van vijf personen of meer)
- fabrieken of werkplaatsen met een krachtwerktuig of oven
- vlasbraakhokken en zwingelketen.

Uitgezonderd hiervan waren de landbouw, de tuinbouw, de bosbouw de veehouderij, de veenderij en het vissers- en schippersbedrijf.